# رأس مال سياسي

## الديناميكيات
يكتسب السياسي رأس المال هذا من خلال فوزه في الانتخابات، واتباع السياسات ذات الدعم الشعبي، وتحقيق النجاح باستخدام المبادرات، وتقديم الدعم للسياسيين الآخرين.
يجب استخدام رأس المال السياسي ما دام مفيدًا وتنتهي صلاحيته عمومًا مع نهاية فترة بقاء السياسي في منصبه. بالإضافة إلى ذلك، يمكن خسارته بالمحاولات الفاشلة لتعزيز السياسات التي لا تحظى بالشعبية والتي لا تعتبر عنصرًا محوريًا في أجندة أعمال ذلك السياسي.
وقد زعم الرئيس الأمريكي جورج دبليو بوش أنه قد اكتسب «رأس المال السياسي» بعد انتخابات عام 2004.
يكون رأس المال السياسي أقوى في «فترة شهر العسل السياسي» للرئاسة كما هو الحال في الولايات المتحدة، حيث يتم انتخاب الرئيس الجديد وما زال الشعب يدعم الشخص الذي صوتوا لصالحه. وإلى جانب شعبية الرئيس يوجد من يمارس «نفوذًا» كبيرًا، وهم ممثلو الكونغرس عن حزب الرئيس الذي يتم انتخابه بجانب الرئيس. هذا الدعم في الكونغرس يمكن الرئيس من استخدام أفضل فترة شهر عسل سياسية ورأس مال سياسي لتمرير التشريعات المثالية الخاصة به.

## وصلات خارجية
- ”A balance sheet of 'political capital'” by David Gura. Marketplace, American Public Media. (11-7-2012)